# Список віцепрезидентів Аргентини
Віцепрезидент Аргентини (ісп. vicepresidente de la Nación Argentina) — високопосадовець виконавчої гілки влади в Аргентині. Обирається у парі з президентом прямим таємним народним голосуванням на строк 4 роки. Основною функцією віцепрезидента є заміна президента у разі його відсутності, недієздатності, смерті або відставки. Також за Конституцією він є головою Сенату. Посада існує з 1854 року. З 2023 року віцепрезидентом Аргентини є Вікторія Вільярруель.

## Список віцепрезидентів Аргентини
| №  | Початок терміну | Кінець терміну    | Ім'я                           | Портрет |
| -- | --------------- | ----------------- | ------------------------------ | ------- |
| 1  | 5 березня 1854  | 5 березня 1860    | Сальвадор Марія дель Карріль   |         |
| 2  | 5 березня 1860  | 5 листопада 1861  | Хуан Естебан Педернера         |         |
| 3  | 12 жовтня 1862  | 2 січня 1868      | Маркос Пас                     |         |
| 4  | 12 жовтня 1868  | 12 жовтня 1874    | Адольфо Альсіна                |         |
| 5  | 12 жовтня 1874  | 12 жовтня 1880    | Мар'яно Акоста                 |         |
| 6  | 12 жовтня 1880  | 12 жовтня 1886    | Франсіско Бернабе Мадеро       |         |
| 7  | 12 жовтня 1886  | 6 серпня 1890     | Карлос Пеллегріні              |         |
| 8  | 12 жовтня 1892  | 23 січня 1895     | Хосе Еварісто Урібуру          |         |
| 9  | 12 жовтня 1898  | 12 жовтня 1904    | Норберто Кірно Коста           |         |
| 10 | 12 жовтня 1904  | 12 березня 1906   | Хосе Фігероа Алькорта          |         |
| 11 | 12 жовтня 1910  | 9 серпня 1914     | Вікторіно де ла Пласа          |         |
| 12 | 12 жовтня 1916  | 25 червня 1919    | Пелахіо Луна                   |         |
| 13 | 12 жовтня 1922  | 11 жовтня 1928    | Ельпідіо Гонсалес              |         |
| 14 | 12 жовтня 1928  | 6 вересня 1930    | Енріке Мартінес                |         |
| 15 | 6 вересня 1930  | 20 жовтня 1930    | Енріке Сантамаріна             |         |
| 16 | 20 лютого 1932  | 20 лютого 1938    | Хуліо Архентіно Паскуаль Рока  |         |
| 17 | 20 лютого 1938  | 27 червня 1942    | Рамон Кастільйо                |         |
| 18 | 7 червня 1943   | 15 жовтня         | Саба Суейро                    |         |
| 19 | 15 жовтня 1943  | 24 лютого 1944    | Едельміро Хуліан Фаррелл       |         |
| 20 | 8 липня 1944    | 10 жовтня 1945    | Хуан Домінго Перон             |         |
| 21 | 10 жовтня 1945  | 4 червня 1946     | Хуан Пістаріні                 |         |
| 22 | 4 червня 1946   | 3 квітня 1952     | Ортенсіо Кіхано                |         |
| 23 | 7 травня 1954   | 23 вересня 1955   | Альберто Тессайре              |         |
| 24 | 23 вересня 1955 | 1 травня 1958     | Ісаак Франсіско Рохас          |         |
| 25 | 1 травня 1958   | 19 листопада 1958 | Алехандро Гомес                |         |
| 26 | 12 жовтня 1963  | 28 червня 1966    | Карлос Умберто Перетте         |         |
| 27 | 25 травня 1973  | 13 липня 1973     | Вісенте Солано Ліма            |         |
| 28 | 12 жовтня 1973  | 1 липня 1974      | Марія Естела Мартінес де Перон |         |
| 29 | 10 грудня 1983  | 8 липня 1989      | Віктор Іполіто Мартінес        |         |
| 30 | 8 липня 1989    | 10 грудня 1991    | Едуардо Дуальде                |         |
| 31 | 8 липня 1995    | 10 грудня 1999    | Карлос Федеріко Рукауф         |         |
| 32 | 10 грудня 1999  | 6 жовтня 2000     | Карлос Альварес                |         |
| 33 | 25 травня 2003  | 10 грудня 2007    | Даніель Ссіолі                 |         |
| 34 | 10 грудня 2007  | 23 жовтня 2011    | Хуліо Кобос                    |         |
| 35 | 10 грудня 2011  | 10 грудня 2015    | Амадо Буду                     |         |
| 36 | 10 грудня 2015  | 10 грудня 2019    | Габрієла Мікетті               |         |
| 36 | 10 грудня 2019  | 10 грудня 2023    | Крістіна Фернандес де Кіршнер  |         |
| 37 | 10 грудня 2023  |                   | Вікторія Вільярруель           |         |

## Статистика
- 5 віцепрезидентів Аргентини пішли у відставку з посади: Алехандро Гомес, Едуардо Дуальде, Карлос Альварес; Вісенте Солано Ліма і Віктор Іполіто Мартінес пішли у відставку разом з президентами
- 3 конституційних віцепрезидентів (Маркос Пас, Пелахіо Луна, Ортенсіо Кіхано) і один віцепрезидент de facto (Саба Суейро) померли на посаді
- Посада віцепрезидента була вакантною у 1861—1862, 1868, 1890—1892, 1895—1898, 1906—1910, 1914—1916, 1919—1922, 1930—1932, 1942—1943, 1952—1954, 1958—1963, 1966—1973, 1974—1983, 1991—1995, 2000—2003 роках
- 10 віцепрезидентів згодом стали президентами: Вікторіно де ла Пласа, Едуардо Дуальде, Рамон Кастільйо, Хуан Естебан Педернера, Карлос Пеллегріні, Хуан Домінго Перон, Ісабель Мартінес де Перон, Хосе Еварісто де Урібуру, Хосе Фігероа Алькорта, Едельміро Хуліан Фаррелл, з них двоє на виборах (Перон і Дуальде) і восьмеро після смерті чи відставки президента
- 6 віцепрезидентів не були обрані народом, а займали свою посаду De facto: Енріке Сантамаріна, Саба Суейро, Едельміро Хуліан Фаррелл, Хуан Домінго Перон, Хуан Пістаріні, Ісаак Франсіско Рохас